# Service de sécurité et de protection
 (mars 2023).
Si vous disposez d'ouvrages ou d'articles de référence ou si vous connaissez des sites web de qualité traitant du thème abordé ici, merci de compléter l'article en donnant les références utiles à sa vérifiabilité et en les liant à la section « Notes et références ».
Le Service de sécurité et de protection (SPP) est une agence des services secrets roumains fondée en 1990.
Il assure la protection des dignitaires roumains et étrangers et de leurs familles, aussi que  la protection et la sécurité de certains sièges et résidences.